# Чжан Сюаньцзін
Чжан Сюаньцзін (спрощ.: 张玄靓; кит. трад.: 張玄靚; піньїнь: Zhāng Xuánjìng; 350-363) — шостий правитель Ранньої Лян періоду Шістнадцяти держав.

## Життєпис
Був сином Чжан Чунхуа. 353 року, коли помер його батько, на престол формально зійшов його 9-річний син Чжан Яолін, однак реальна влада була зосереджена в руках його дядька, Чжан Цзо. На початку 354 року Чжан Цзо повалив Чжан Яоліна й сам зайняв трон, після чого офіційно розірвав зв'язки з імперією Цзінь, запровадивши літочислення відповідно до власного девізу правління. 355 року проти Чжан Цзо повстали генерали Чжан Гуань і Сун Хунь, які вирішили повернути трон Чжан Яоліну. Довідавшись про це, Чжан Цзо убив Чжан Яоліна, втім повстанці продовжили наступ на столицю Гуцзан, де після їхнього наближення підбурили власне повстання брат Чжан Гуаня Чжан Цзюй і його син Чжан Сун. Чжан Цзо був убитий, а на престол зійшов Чжан Сюаньцзін, регентом при якому став Чжан Гуань.
Чжан Гуань оголосив, що Рання Лян зберігає вірність Цзінь, однак Чжан Сюаньцзін при цьому був проголошений «Лянським князем», хоч такий титул його попередники отримали не від імперії, а від північних «варварських» держав. 356 року під тиском з боку держави Рання Цінь Чжан Гуань був змушений від імені Чжан Сюаньцзіна визнати Ранню Цінь сюзереном Ранньої Лян. 359 року Чжан Гуань вирішив убити Сун Хуня та його брата Сун Чена, повалити Чжан Сюаньцзіна та зайняти трон. Довідавшись про це, Сун Хунь підбурив повстання в столиці, місті Гуцзань, і здобув перемогу. Чжан Гуань здійснив самогубство, а Сун Хунь став новим регентом.
За порадою Сун Хуня Чжан Сюаньцзін відмовився від титулу «Лянський князь» і повернувся до наданого його пращурам імперією Цзінь титулу «Сіпінський удільний ґун». 361 року Сун Хунь помер, і регентом став його брат Сун Чен. Невдовзі, однак, генерал Чжан Юн убив Сун Чена, винищив увесь його рід, і став регентом разом із дядьком Чжан Сюаньцзіна — Чжан Тяньсі.
Згодом Чжан Тяньсі наказав своєму помічнику Лю Су вбити Чжан Юна. Замах не вдався, Чжан Юн підняв війська та здійснив напад на Чжан Тяньсі, втім той переконав солдатів, що мстився за знищений рід Сун, і що наступним кроком Чжан Юн би винищив царський рід Чжан. Солдати залишили Чжан Юна, й той скоїв самогубство.
363 року частина придворних організувала змову проти Чжан Тяньсі, втім замах не вдався. Чжан Сюаньцзін злякався й запропонував Чжан Тяньсі самому зайняти трон, але той відмовився. Однак за місяць за дорученням Чжан Тяньсі Лю Су з солдатами увірвався до палацу й убив Чжан Сюаньцзіна. Офіційно було оголошено, що Чжан Сюаньцзін помер від хвороби, а Чжан Тяньсі зайняв престол.